# Cururupu

Cururupu este un oraș în Maranhão (MA), Brazilia.